# Candan Erçetin
Candan Erçetin˙(Kırklareli, 10. veljače 1963.) je turska pop pjevačica, skladateljica, sveučilišna profesorica i glumica. 

## Diskografija

### Albumi
- 1995.: Hazırım
- 1996.: Sevdim Sevilmedim
- 1997.: Çapkın
- 1998.: Oyalama Artık
- 2000.: Elbette
- 2001.: Unut Sevme
- 2002.: Neden
- 2002.: Chante Hier Pour Aujourd'hui
- 2003.: Remix
- 2004.: Melek
- 2005.: Remix'5
- 2005.: Aman Doktor
- 2009.: Ben Kimim
- 2009.: Kırık Kalpler Durağında

## Vanjske poveznice
- Službena stranica